# Vulvasymbol

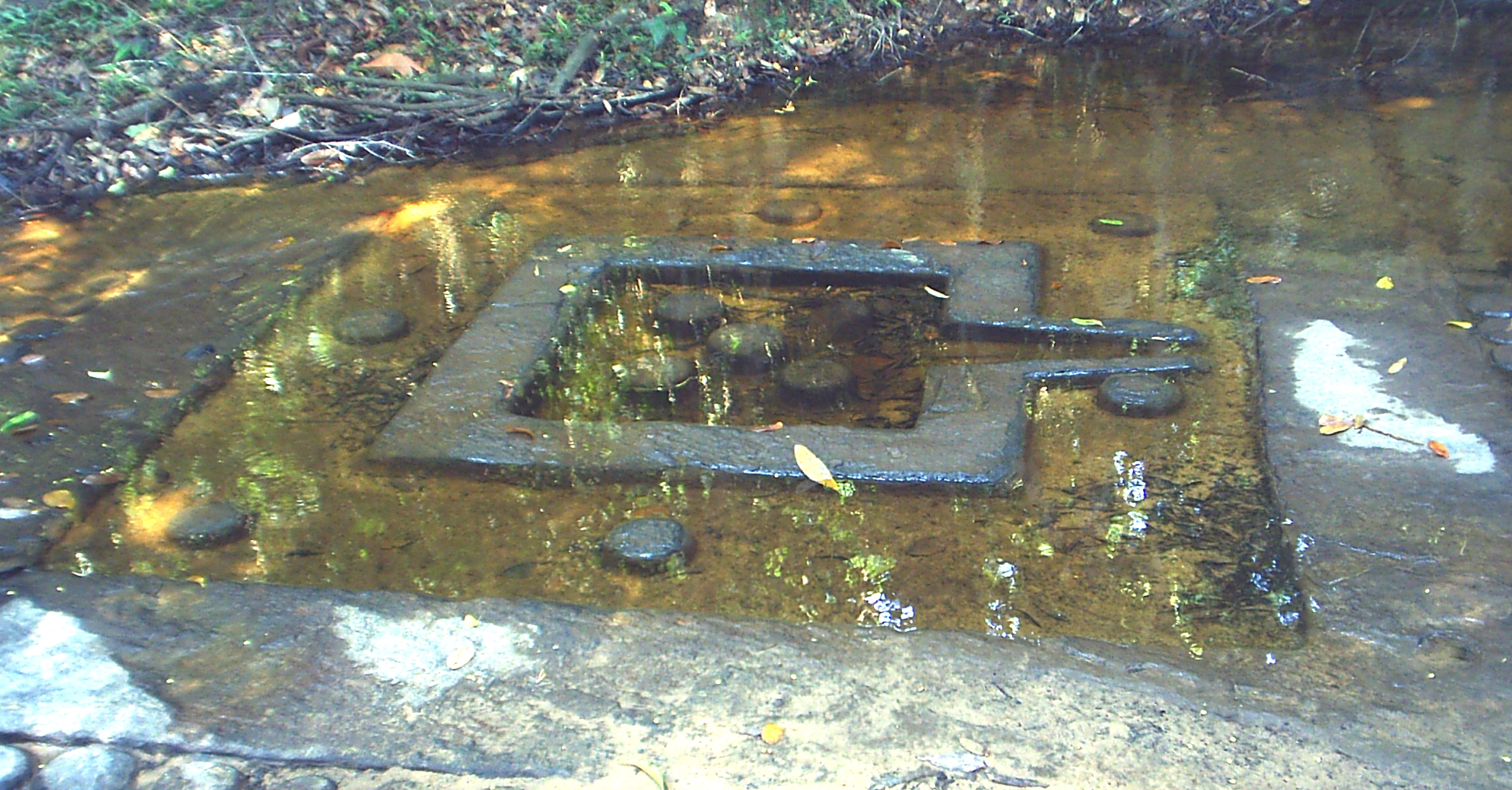
Yoni, en vulvasymbol. De små runda stenarna är lingam, fallossymboler.

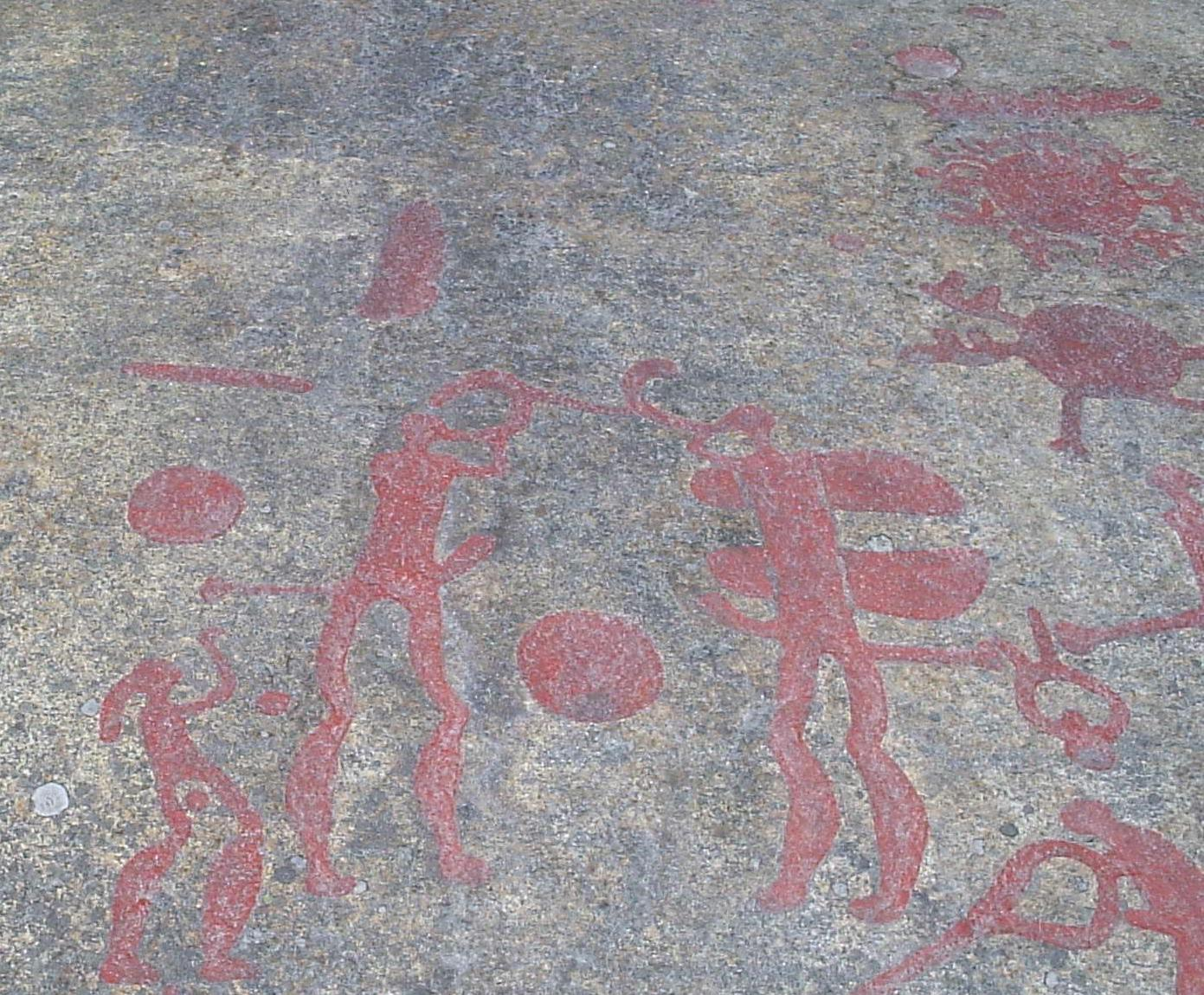
Hällristning. Notera cirkeln mellan kvinnofigurens ben nere till vänster.

Stiliserade vulvasymboler.

En vulvasymbol är en symbolisk avbildning av ett kvinnligt könsorgan, en vulva, dyrkad som en fruktbarhetssymbol. Vulvasymboler förekommer i många kulturer. En inom hinduismen vanligt förekommande vulvasymbol kallas yoni. De skålgropar och cirklar som finns på många nordiska hällristningar har tolkats som vulvasymboler; särskilt de som är placerade mellan två fotavtryck.